# Václav Vorlíček
Václav Vorlíček (Praga, 3 de juny de 1930-Ibidem, 5 de febrer de 2019) va ser un director de cinema txec.

## Biografia
Va estudiar cinema en FAMU entre 1951 i 1956, començant a dirigir llargmetratges des de principis dels anys seixanta. La seva filmografia inclou diverses comèdies fetes en col·laboració amb el guionista Miloš Macourek. Va dirigir diverses pel·lícules infantils i de contes de fades, entre les quals destaca Tři oříšky pro Popelku (1973), un clàssic del cinema nadalenc en molts països europeus.
El director era vidu i pare de dues filles. Va morir a la seva ciutat natal de Praga, als 88 anys, de càncer.

## Filmografia seleccionada
- Kdo chce zabít Jessii? (1966)
- Konec agenta W4C prostřednictvím psa pana Foustky (1967)
- Pane, vy jste vdova! (1970)
- Dívka na koštěti (1971)
- Tři oříšky pro Popelku (1973)
- Jak utopit dr. Mráčka aneb Konec vodníků v Čechách (1974)
- Což takhle dát si špenát (1977)
- Princ a Večernice (1979)
- Arabela (1979-1980)
- Zelená vlna (1982)
- Mladé víno (1986)
- Saxana i el llibre d'encanteris (2011)